# پرنده سمی

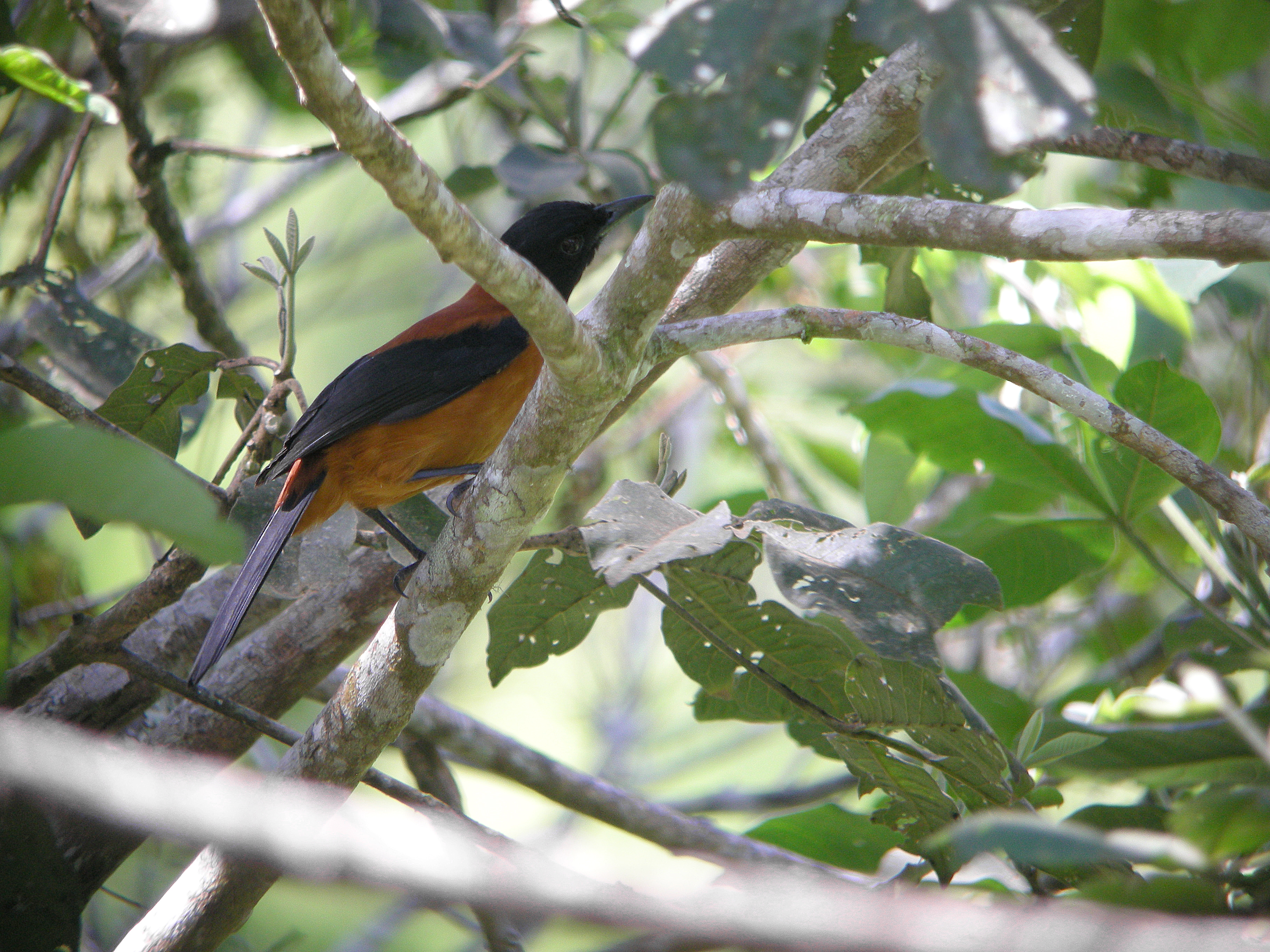
پیتوهوی کلاهدار. نوروتوکسینی به نام هوموباتراکوتوکسین که در پوست و پرهای آن یافت می‌شود که در هنگام لمس باعث بی‌حسی و گزگز می‌شود.

پرندگان سمی پرندگانی هستند که برای دفاع از خود در برابر شکارچیان از سموم استفاده می‌کنند. اگرچه هیچ پرنده شناخته‌شده‌ای به‌طور فعال سم تزریق یا تولید نمی‌کند، پرندگان سمی سم را از جانوران و گیاهانی که مصرف می‌کنند، به‌ویژه حشرات سمی می‌گیرند. گونه‌هایی شامل پرندگان پرسمی‌ها و عفریت‌ها از پاپوآ گینه نو، بلدرچین اروپایی، غاز سیخ‌بال، هدهد، کبوتر بال‌برنزه و سسک سرخ است.
پرسمی‌ها، عفریت‌ها و سنگ‌چشم‌توکای حنایی یا کوچک همگی باتراکوتوکسین در پوست و پرهای خود جذب می‌کنند. غاز سیخ‌بال آفریقایی برای خوردن سمی است زیرا سم را در بافت‌های خود از سوسک‌های تاول‌زا که از آنها تغذیه می‌کند جدا می‌کند. بلدرچین اروپایی نیز سمی شناخته شده است و در مراحل خاصی از مهاجرت خود می‌تواند باعث ایجاد بلدرچینی‌شدن شود.